# Body Party
"Body Party" é uma canção gravada pela cantora e compositora norte-americana Ciara para o seu quinto álbum de estúdio homônimo. Foi enviada a 12 de Março de 2013 para a loja digital iTunes Store através da editora discográfica Epic Records e quase um mês depois para as estações de rádio rítmicas. Foi composta por Ciara, Nayvadius Wilburn, Michael L. Williams, Pierre Ramon Slaughter, Carlton Mahone e Rodney Terry, com a produção e arranjos sob o comando de Williams. Musicalmente, "Body Party" é uma canção de ritmo moderado de rhythm and blues (R&B) cujas letras falam sobre o quão sensual é o corpo da cantora para o seu amante.
Em geral, "Body Party" foi recebida pela crítica especialista em música contemporânea com opiniões favoráveis, com os críticos elogiando a sua produção sintetizada que relembram canções dos artistas Prince e R. Kelly. A nível comercial, estreou e atingiu o seu pico no número 39 da tabela musical Hot R&B/Hip-Hop Songs nos Estados Unidos.

## Antecedentes e estrutura musical
A 1 de Março de 2013, através da sua conta na rede social Twitter, Ciara publicou a mensagem: "Meu Corpo é sua Festa Baby...Ninguém está convidado excepto você Baby", que foi mais tarde confirmado serem as letras de "Body Party". No mesmo dia, a artista lançou a capa para o single bem como uma amostra de 42 segundos. A estreia oficial de "Body Party" ocorreu no dia 4 de Março de 2013 na página online da revista musical Billboard. Enquanto falava sobre a canção com a revista em uma entrevista, Ciara afirmou: "Vamos apenas dizer que esta gravação veio de um sítio muito sincero. Eu acho que quando as coisas parecem boas organicamente, naturalmente boas coisas vêm disso."
"Body Party" foi principalmente composta por Ciara e o rapper Future, com assistência de Jasper Cameron, Michael L. Williams, Pierre Ramon Slaughter, Carlton Mahone e Rodney Terry. A produção e os arranjos da canção ficaram a cargo de Williams, que usou o seu nome de palco Mike WiLL Made It. Musicalmente, "Body Party" é uma canção de ritmo moderado de R&B que contém uma amostra da música "My Boo" (1996) do grupo afro-americano Ghost Town DJ's. A sua duração é de três minutos e cinquenta e sete segundos. Liricamente, fala sobre como o corpo de Ciara é uma festa para o seu parceiro romântico e apresenta um "gemido sedutivo" e "conversa de quarto".

## Vídeo musical
O vídeo da música para "Body Party" foi dirigido pelo Director X e filmado em Atlanta , Georgia. Em 20 de abril de 2013, Ciara lançou um segundo teaser de trinta do vídeo da música. O vídeo da música estreou no VEVO e 106 & Park em 22 de abril de 2013. O vídeo tem participações especiais de Ludacris , Trinidad James , Jazze Pha , Stevie J e Joseline do Love & Hip Hop: Atlanta . O conceito do vídeo é sobre como ela conheceu seu novo namorado, Future , que também é destaque no vídeo.

## Desempenho nas tabelas musicais
Após o seu lançamento digital, "Body Party" estreou no número 35 da tabela musical Hot 100, de acordo com a publicação de 30 de Março de 2013, tornando-se assim na maior estreia de um single da cantora nessa tabela desde "Ride" (2010). Ainda nessa semana, "Body Party" foi a música mais adicionada às estações de rádio de música urbana.

## Charts

### Charts semanais
| Chart (2013)                                  | Peak position |
| --------------------------------------------- | ------------- |
| Bélgica (Ultratip Bubbling Under de Flandres) | 88            |
| Belgium (Flanders Ultratip Urban)             | 43            |
| UK Singles (Official Charts Company)          | 174           |
| Estados Unidos (Billboard Hot 100)            | 22            |
| Estados Unidos (Billboard R&B/Hip-Hop Songs)  | 6             |
| Estados Unidos (Billboard Dance Club Songs)   | 1             |

### Charts de fim de ano
| Chart (2013)             | Position |
| ------------------------ | -------- |
| US Billboard Hot 100     | 83       |
| US Hot R&B/Hip-Hop Songs | 19       |
| US R&B Songs             | 8        |

## Histórico de lançamento
A 12 de Março de 2013, "Body Party" foi distribuída nos Estados Unidos pela editora discográfica Epic Records em formato digital. A 2 de Abril, foi enviada às estações de rádio rítmicas.
| Região         | Data                | Formato               | Editora discográfica |
| -------------- | ------------------- | --------------------- | -------------------- |
| Estados Unidos | 12 de Março de 2013 | Download digital      | Epic Records         |
| Estados Unidos | 2 de Abril de 2013  | Rhythmic contemporary | Epic Records         |